# Бакотич, Драгутин Антон
Драгутин Антон (Антун) Бакотич (хорв. Antun Karlo Bakotić; 4 ноября 1831, Каштела, Габсбургская монархия — 13 января 1887, Задар, Австро-Венгрия ) — хорватский писатель
 и физик.

## Биография
Окончил гимназию в Сплите. Принял участие в восстании 1848 года.
Изучал математику и физику в Вене и Венеции. Преподавал в Риеке , руководил Великой гимназией в Сплите и исполнял обязанности директора школы, был инспектором училищ, старался вытеснять из школ итальянский язык и вводить хорватский.
Одним из первых в Хорватии опубликовал академическую книгу о природе. В 1862 году издал книгу «Pojavi iz prirode za pouku prostoga naroda».
Автор научно-популярных статей в области физики в журнале «Književnik» . Сотрудничал с Богославом Шулеком над Riječnik znanstvenog nazivlja (Словарь научных терминов). Бакотич также опубликовал книгу «Vinarstvo» (1867). 
Он был одним из главных членов движения Хорватского национального возрождения на юге Хорватии, выступал за преподавание хорватского языка в далматинских школах, а также был членом газеты «Narodni list».
Его роман о боснийской жизни с национально-освободительной тематикой «Raja» (1890) публиковался частями в газетах Хорватии.